# Sint-Mariakathedraal (Tokio)
De Sint-Mariakathedraal (Japans: 東京カテドラル聖マリア大聖堂; Tōkyō katedoraru sei Maria daiseidō) is de zetel van het rooms-katholieke aartsbisdom van Tokio. Het is gelegen in het district Sekiguchi in de wijk Bunkyo, Tokio.

## Geschiedenis
De originele houten constructie, in 1899 in gotische stijl gebouwd, werd verwoest tijdens de luchtaanvallen op Tokio tijdens de Tweede Wereldoorlog. De huidige kerk werd ontworpen door Kenzo Tange, een van de belangrijkste moderne architecten van Japan, en werd in december 1964 ingewijd. Tange's uitvaart vond er in 2005 plaats.

## Architectuur
De indeling van het gebouw is in de vorm van een kruis, van waaruit acht hyperbolische parabolen zich naar boven openen om een lichtkruis te vormen. Dit kruis loopt verticaal door over de lengte van de vier gevels.
In de ruitvormige ruimte zijn nog andere constructies te vinden, waaronder de doopkapel en de doopvont. Hun rechthoekige vormen contrasteren met het symbolische karakter van de kathedraal. De klokkentoren is 61,6 meter hoog en staat op korte afstand van het hoofdgebouw.
De buitenbekleding is gemaakt van roestvrij staal.
In 2004 werd een groot orgel, gebouwd door de Italiaanse firma Mascioni, geïnstalleerd.
De architecten van de Saint Mary's Cathedral in San Francisco lieten zich inspireren door Tange's ontwerp. Het ontwerpproces was controversieel, onder meer omdat ze werden beschuldigd van plagiaat.

## Galerij

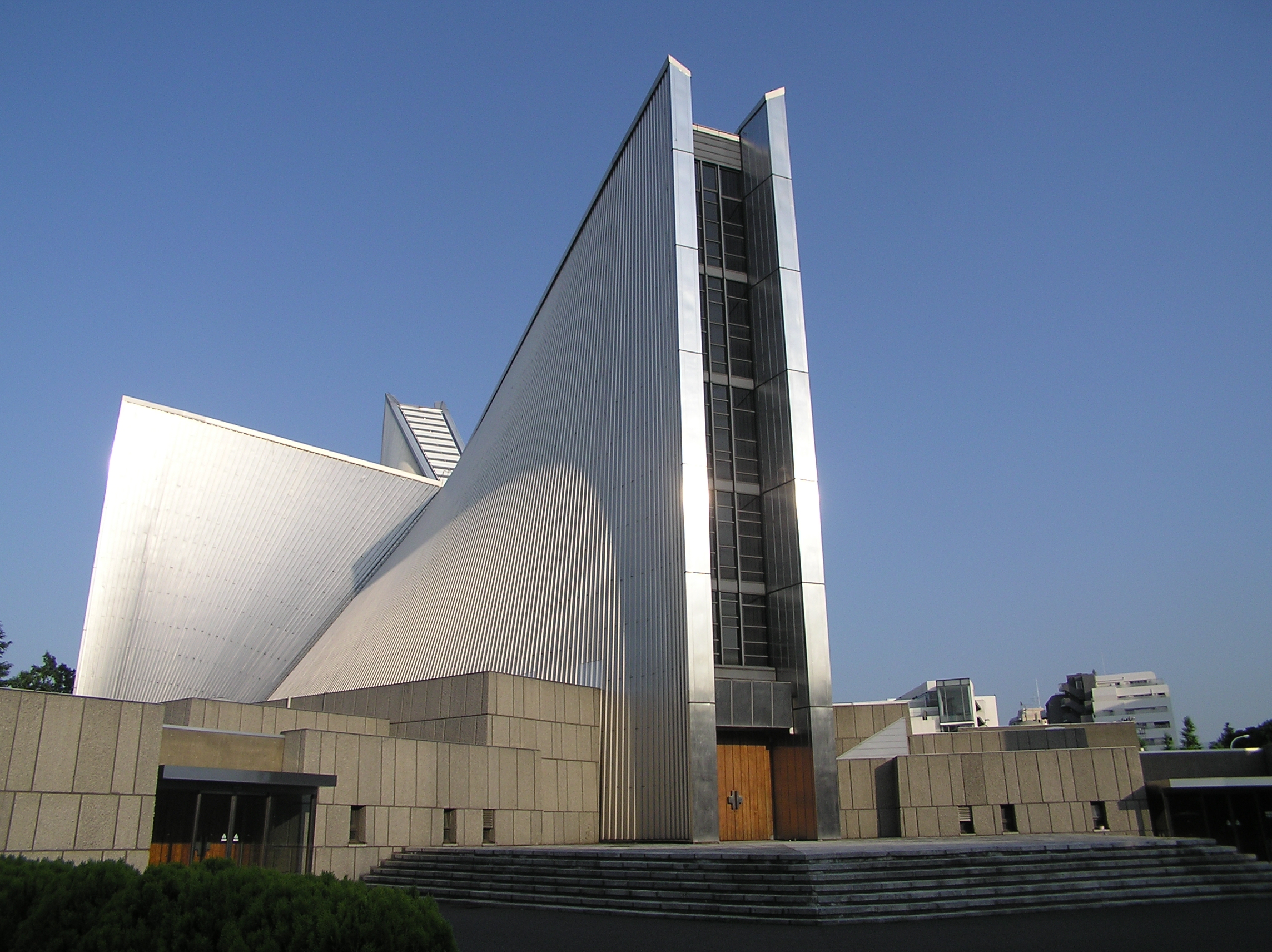
Exterieur.
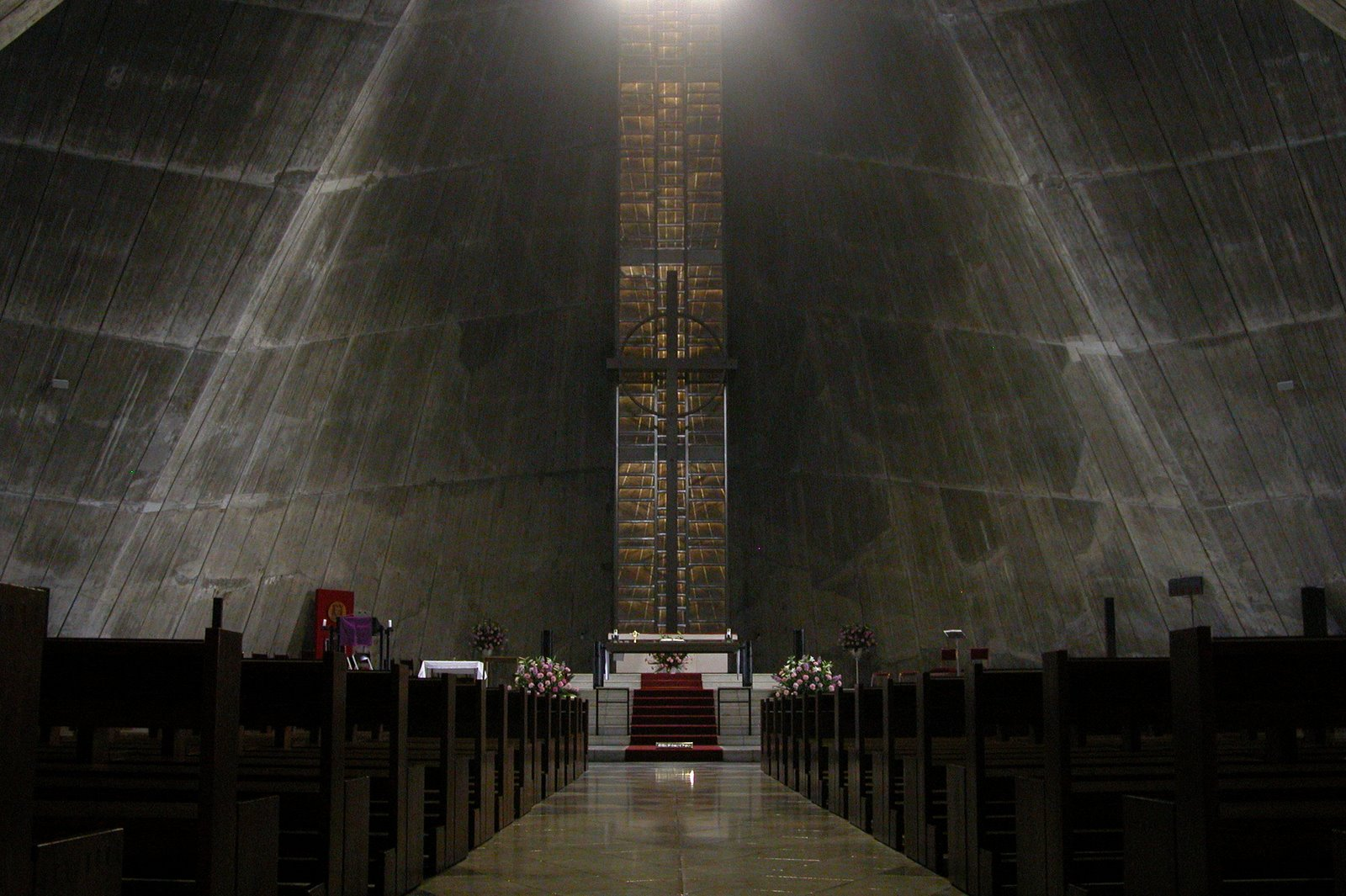
Het interieur.
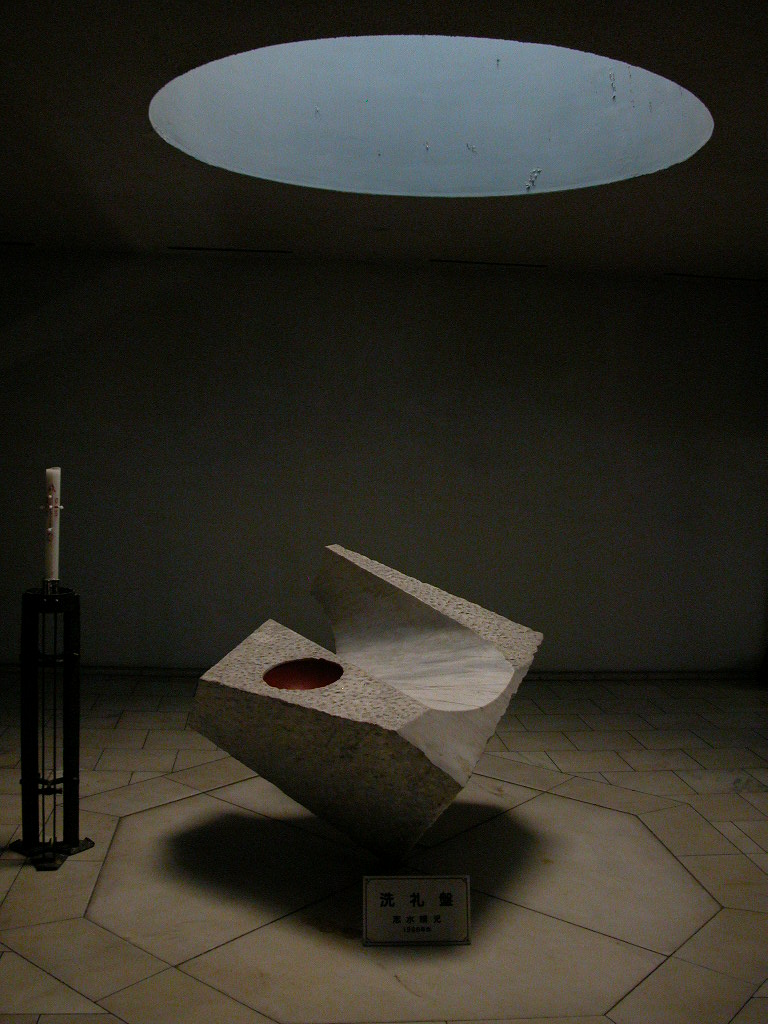
De doopvont.
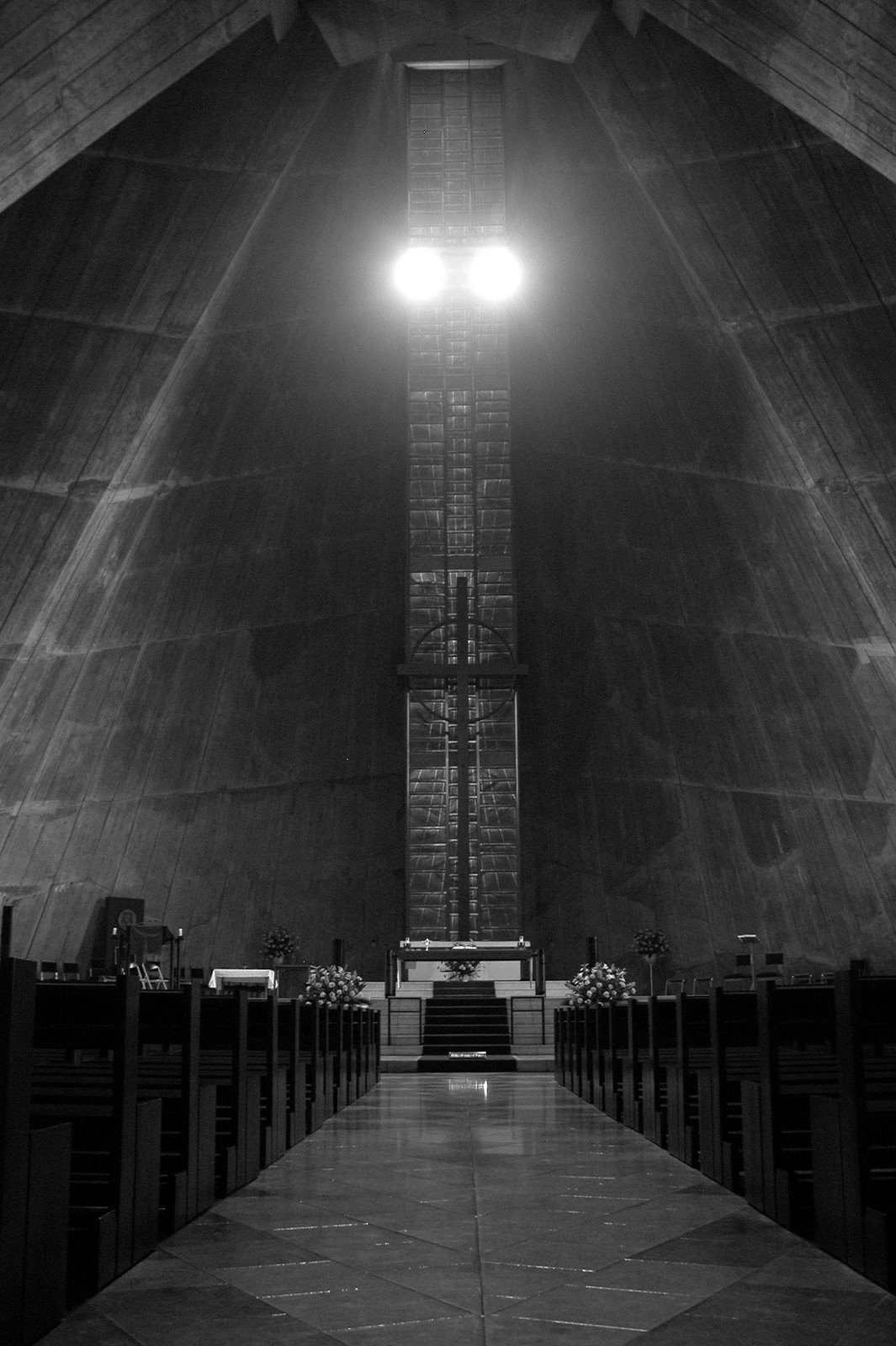
Het interieur.